# Maile Flanagan
Maile Flanagan (Honolulu, 19 mei 1965) is een Amerikaanse actrice, stemactrice, filmproducente en scenarioschrijfster.

## Biografie
Flanagan werd geboren in Honolulu waar haar vader werkte bij de militaire inlichtingendienst. Op vierjarige leeftijd verhuisde zij met haar familie naar Bangkok en op tienjarige leeftijd naar Duitsland waar zij in Neurenberg en München woonde. In München doorliep zij de high school waar zij in 1983 haar diploma haalde, hierna studeerde zij af aan de Boston College in Boston. In Boston begon zij met acteren in een theatergezelschap.
Flanagan begon in 1998 met acteren in de film Overnight Delivery, waarna zij nog meerdere rollen speelde in films en televisieseries. Zij is vooral bekend als stemactrice in de mangaserie Naruto waar zij in 217 afleveringen haar stem verleende (2002-2007), en in de spin-off Naruto Shippuden waar zij in 304 afleveringen haar stem verleende (2007-2014).
Flanagan is openlijk lesbisch en is getrouwd.

## Filmografie

### Films
Selectie:
- 2011 Transformers: Dark of the Moon – als medewerkster Accuretta
- 2011 Rango – als Lucky (stem)
- 2010 Kung Fu Magoo – als Orangu-Tammy (stem)
- 2009 Ice Age: Dawn of the Dinosaurs – als Aardvark moeder (stem)
- 2009 (500) Days of Summer – als Rhoda
- 2008 Yes Man – als Janet
- 2007 Evan Almighty – als postmedewerkster
- 2007 The Number 23 – als vriendin van Charades
- 2002 Phone Booth – las Lana
- 1998 Overnight Delivery – als vrouw

### Televisieseries
Uitgezonderd eenmalige gastrollen.
- 2022 Tiger & Bunny - als stem - 13 afl.
- 2021 Harriet the Spy - als diverse stemmen - 3 afl.
- 2018-2021 The Loud House - als diverse stemmen - 4 afl.
- 2017-2020 Boruto: Naruto Next Generations - als Naruto Uzumaki (stem) - 81 afl.
- 2015-2017 Pig Goat Banana Cricket - als stem - 14 afl.
- 2016 Lab Rats: Elite Force - als Perry - 4 afl.
- 2016 Sessions with Agnes & Estelle - als dr. Lillian Foufolle - 2 afl.
- 2012-2016 Lab Rats – als schoolhoofd Perry – 46 afl.
- 2007-2014 Naruto Shippuden – als Naruto Uzumaki (stem) – 304 afl.
- 2014 Bad Teacher - als Linda - 2 afl.
- 2013-2014 Shameless – als Connie – 6 afl.
- 2013 Second Shot – als Jodi Munson – 3 afl.
- 2008-2009 3Way – als Geri O'Flanagan – 13 afl.
- 2008-2009 Back at the Barnyard – als Macy – 2 afl.
- 2008 Reno 911! – als Madam Carla – 2 afl.
- 2005-2007 Grey's Anatomy – als lab medewerkster – 4 afl.
- 2002-2007 Naruto – als Naruto Uzumaki (stem) – 217 afl.
- 2003-2006 Jakers! The Adventures of Piggley Winks – als jonge Piggley Winks (stem) – 40 afl.
- 2001 Gideon's Crossing – als verpleegster – 2 afl.
- 2000 Jackie Chan Adventures – als Maynard (stem) – 2 afl.

### Computerspellen
- 2018 Naruto to Boruto: Shinobi Striker - als Naruto Uzumaki
- 2017 Final Fantasy XV: Comrades - als diverse stemmen
- 2017 Minecraft: Story Mode - Season 2 - als Porkchop
- 2016 Naruto Shippûden: Ultimate Ninja Storm 4 - als Naruto Uzumaki / Boruto Uzumaki
- 2013 Naruto Shippuden: Ultimate Ninja Storm 3 – als Naruto Uzumaki
- 2011 Fainaru fantajî XII-2 – als stem
- 2010 Naruto Shippuden: Ultimate Ninja Storm 2 – als Naruto Uzumaki
- 2010 Senjo no Varukyuria 2: Garia Ôritsu Shikan Gakkô – als Naruto Uzumaki
- 2007 Naruto: Rise of a Ninja – als Naruto Uzumaki
- 2005 Naruto: Narutimetto hîrô – als Naruto Uzumaki

### Filmproducente
- 2022 My Babysitter the Super Hero - film
- 2008-2009 3Way – televisieserie – 13 afl.
- 2005 Sports Wives – documentaire
- 2003 Final Justice with Erin Brockovich – documentaireserie
- 2003 All the Presidents’ Movies – documentaire

### Scenarioschrijfster
- 2013 Second Shot – televisieserie – 1 afl.
- 2008 3Way – televisieserie – 11 afl.

- Biblioteca Nacional de España: XX4868191
- Virtual International Authority File: 169499073
- WorldCat: E39PBJhMh3FQDkV7pBPPFdR3Qq